# Família Griqua
A família Griqua são um grupo de asteroides localizados no cinturão principal, que orbitam o Sol entre 3,1 e 3,27 UA. Os asteroides neste grupo têm excentricidades maiores que 0,35. O grupo deriva seu nome do asteroide 1362 Griqua.
Estes asteroides estão em ressonância orbital de 2:1 com o planeta Júpiter. Como tal, as suas órbitas são instáveis; sofrendo perturbações gradualmente ao longo de milhares de anos até que suas órbitas se cruzam com a de Marte ou Júpiter.

## Membros
| Nome              | a     | e     | i       |
| ----------------- | ----- | ----- | ------- |
| 1362 Griqua       | 3,222 | 0,370 | 24,206° |
| 8373 Stephengould | 3,28  | 0,55  | 41°     |